# Кабачки (деревня)
Кабачки́ — деревня в Кильмезском районе Кировской области в составе Малокильмезского сельского поселения.

## География
Расположена на расстоянии примерно 12 км по прямой на юг-юго-запад от райцентра поселка Кильмезь.

## История
Известна с 1873 года, когда в ней (тогда починок Кабачки большие) было учтено дворов 13 и жителей 109, в 1905 (деревня Большие Кабачки или Большой Юг) 42 и 298, в 1926 62 и 344, в 1950 65 и 278, в 1989 98 жителей.

## Население
Постоянное население составляло 77 человек (русские 93%) в 2002 году, 40 в 2010.